# Nushki
Nushki (in beluci: بلوچ) è una città del Pakistan, situata nella provincia del Belucistan.